# Station Ebstorf (Kr Uelzen)
Station Ebstorf (Kr Uelzen) (Bahnhof Ebstorf (Kr Uelzen)) is een spoorwegstation in de Duitse plaats Ebstorf in de deelstaat Nedersaksen. Het station ligt aan de spoorlijn Uelzen - Langwedel.

## Indeling
Station Ebstorf heeft één perron, welke is voorzien van een abri. Naast het hoofdperron is er nog een klein eilandperron. Dit eilandperron wordt niet gebruikt, omdat deze smal is en alleen te bereiken langs een onbeveiligd overpad. Naast het hoofdperron staat het stationsgebouw, maar deze wordt als dusdanig niet meer gebruikt. Het station is te bereiken vanaf de straat Am Bahnhof.

## Verbindingen
Het station wordt bediend door treinen van erixx. De volgende treinserie doet het station Ebstorf (Kr Uelzen) aan:
| Serie | Treinsoort           | Route                                                    | Bijzonderheden             |
| ----- | -------------------- | -------------------------------------------------------- | -------------------------- |
| RB 37 | Regionalbahn (Erixx) | Bremen Hbf – Soltau (Han) – Ebstorf (Kr Uelzen) – Uelzen | Rijdt eenmaal per twee uur |